# 베네딕도회

베네딕도회의 문장

성 베네딕도회(라틴어: Ordo Sancti Benedicti, OSB)는 로마 가톨릭교회 소속의 수도회(Ordines monastici)이다. 529년에 누르시아의 베네딕토가 몬테카시노에서 창건하였으며, 그가 수도원 생활의 규범으로 세운 계율(베네딕도 규칙서)을 따르는 남녀 수도회들의 연합체를 일컫는다. 모토는 ‘평화’(라틴어: pax)와 ‘기도하고 일하라’(라틴어: ora et labora)이다. 이름을 한자로 음차하여 분도회(芬道會)라고 부르기도 했다.

## 구조
성 베네딕도회는 통일된 하나의 수도회가 아니며, 각 수도원들이 하나의 수도회를 이루는 구조를 갖고 있다. 따라서 베네딕도회가 존재한다기보다는 베네딕도 규칙서를 지키는 수도원들이 존재한다는 표현이 더 맞다고 볼 수 있다. 비록 베네딕도회 총연합(라틴어: Confederatio Benedictina)이 존재하기는 하지만, 이는 예수회나 프란체스코회 등과 같이 막강한 권위와 권한을 지닌 중앙집권적인 기구가 아니다. 베네딕도회 소속 수도원들은 서로 종속 관계에 있지 않고 인사나 경제 문제에 있어서 외부의 간섭을 전혀 받지 않고 독자적인 운영을 하는 자치 수도원(라틴어: monasterium)들이다.
베네딕도회는 자치 수도원들의 연합 형태인 19개의 연합회(라틴어: Congregatio)와 어떤 연합회에도 속하지 않은 자치 수도원과 예속 수도원들로 이루어져 있다. 이 연합회들과 수도원들은 하나의 베네딕도회 총연합(라틴어: Confoederatio Congregationum Monasticarum  Ordinis Sancti Benedicti)을 이루고 있다. 성 베네딕토회 총연합을 대표하는 수석 아빠스(라틴어: Abbas primas)가 있고 또 각 연합회마다 그 연합회를 대표하는 연합회 총재(영어: Abbot President) 혹은 총아빠스(라틴어: Archiabbas)가 있다. 그리고 각 자치 수도원을 대표하는 아빠스와 원장들이 있다.
마지막으로 베네딕도회 총연합 안에 전 세계 수도회원들의 양성과 학문 연구를 위해 1888년에 설립된 로마의 성 안셀모 대학교가 있다. 성 베네딕도회 오딜리아 연합회(라틴어: Congregatio Ottiliensis Ordinis Sancti Benedicti)와 같이 보통 성 베네딕도회 다음에 연합회의 이름을 표시함으로써 전 세계에 산재해 있는 베네딕도회를 구별하고 있다.

### 베네딕도회 총연합
베네딕도회는 중앙직권적인 구조가 아니라 19개의 연합회들이 모여 베네딕도회 총연합을 이룬다. 총연합의 중심 수도원은 로마의 아벤띠노 언덕 위에 위치한 성 안셀모 수도원이며, 이곳에 전세계 베네딕도회를 대표하는 수석 아빠스가 상주하고 있다. 수석 아빠스의 임기는 8년이며, 그후 4년 임기로 재선될 수 있다. 매 4년마다 전세계에 흩어진 아빠스들의 총회가 이곳에서 열리며, 가장 최근에 열린 총회는 2012년이었다.

### 베네딕도회 연합회
베네딕도회 총연합은 아래와 같이 19개의 연합회들로 구성되어 있다(2014년 기준). 베네딕도회 총연합에는 340개 아빠스좌 수도원 및 원장좌 자치 수도원이 있으며, 7236명(성직자 3777명)의 수도자가 소속되어 있다. 아래에 언급된 베네딕도회 연합회들에 가입되어 있지는 않지만 베네딕도회 총연합에 속한 직속 수도원은 11개가 있으며, 171명의 수도자(성직자 94명)가 있다. 시토회 수도원들과 엄률 시토회(트라피스트) 수도원들은 성 베네딕도의 수도규칙을 기반으로 하지만, 베네딕도회 총연합에 속해 있지 않고, 각각 고유한 연합회를 구성하고 있다.
- 영국 연합회 (Congregatio Angliae), 1336년 설립, 12개 수도원, 회원수 284명(성직자 221명), 총원 소재지: 영국;[1]
- 헝가리 연합회 (Congregatio Hungarica), 1500년 설립, 9개 수도원, 회원수 96명(성직자 73명), 총원 소재지: 헝가리;[2]
- 스위스 연합회 (Congregatio Helvetica), 1602년 설립, 7개 수도원, 회원수 193명(성직자 134명), 총원 소재지: 스위스;[2]
- 오스트리아 연합회 (Congregatio Austriaca ab Immaculata Conceptione), 1625년 설립, 1930년 재결성, 14개 수도원, 회원수 306명(성직자 242명), 총원 소재지: 오스트리아;[2]
- 바바리아 연합회 (Congregatio Bavarica), 1684년 설립, 1858년 재설립, 11개 수도원, 회원수 215명(성직자 121명), 총원 소재지: 독일;[2]
- 브라질 연합회 (Congregatio Brasiliensis), 1827년 설립, 7개 수도원, 회원수 175명(성직자 82명), 총원 소재지: 브라질;[3]
- 솔렘 연합회 (Congregatio Solesmensis), 1837년 설립, 24개 수도원, 회원수 654명(성직자 364명), 총원 소재지: 프랑스;[3]
- 아메리카 카시노 연합회 (Congregatio Americana Casinensis), 1855년 설립, 20개 수도원, 회원수 777명(성직자 477명), 총원 소재지: 미국;[3]
- 수비아코-까시노 연합회 (Congregatio Sublacensis Casinensis), 수비아코 연합회- 1872년 설립; 카시노 연합회 (Congregatio Casinensis)- 1408년 설립, - 2013년 7월 16일 카시오 연합회와 수비아코 연합회가 합병하여 한 연합회를 이루었다; 80개 수도원, 회원수 1368명(성직자 558명), 총원 소재지: 이탈리아;[3]
- 보이론 연합회 (Congregatio Beuronensis S. Martini), 1868년 설립, 9개 수도원, 회원수 220명(성직자 114명), 총원 소재지: 독일;[4]
- 스위스 아메리카 연합회 (Congregatio Helveto-americana), 1881년 설립, 19개 수도원, 회원수 517명(성직자 285명) , 총원 소재지: 미국;[4]
- 상트 오틸리엔 연합회 (Congregatio Ottiliensis), 1884년 설립, 24개 수도원, 회원수 1045명(성직자 349명), 총원 소재지: 독일;[4]
- 성모 영보 연합회 (Congregatio ab Annuntiatione B.M.V.), 1920년 설립, 25개 수도원, 회원수 622명(성직자 311명), 총원 소재지: 독일;[4]
- 슬라브 연합회 (Congregatio Slava S. Adalberti et S. Margaritae), 1945년 설립, 1개 수도원, 회원수 12명(성직자 8명), 총원 소재지: 체코;[5]
- 올리베따노 연합회 (Congregatio Sanctae Mariae Montis Oliveti), 1313년 설립, 25개 수도원, 회원수 255명(성직자 143명), 총원 소재지: 이탈리아;[5]
- 발롬브로사 연합회 (Congregatio Vallis Umbrosae), 1039년 설립, 9개 수도원, 회원수 75명(성직자 47명) - 1966년 베네딕도회 총연합에 가입, 총원 소재지: 이탈리아;[5]
- 까말돌리 연합회 (Congregatio Camaldulensis), 980년 설립, 11개 수도원, 회원수 100명(성직자 57명), 총원 소재지: 이탈리아;[5]
- 실베스트로 연합회 (Congregatio Silvestrina), 1231년 설립, 23개 수도원, 회원수 218명(성직자 144명) - 1973년 베네딕도회 총연합에 가입, 총원 소재지: 이탈리아;[5]
- 꼬노 수르의 성 십자가 연합회 (Congregatio Coni Australi de Sancta Cruce), 1970년 설립, 10개 수도원, 회원수 104명(성직자 47명), 총원 소재지: 아르헨티나;[6]

## 나라별 베네딕도회

### 대한민국
- 성 베네딕도회 성마오로-플라치도 왜관수도원(성 오딜리아 연합회(상트 오틸리엔 연합회)) 보관됨 2011-08-11 - 웨이백 머신
- 성 베네딕도회(성 오딜리아 연합회(상트 오틸리엔 연합회) 보관됨 2011-08-11 - 웨이백 머신) 성 요셉수도원
- 올리베따노 성 베네딕도 수녀회 (부산광역시)
- 올리베따노 성 베네딕도 고성 대수도원 (성 베르나르도 똘로메이 대수도원) (고성군)
- 양주 올리베따노 성 베네딕도수도원(한국 몬떼 올리베또 수도원)
- 툿찡 포교 베네딕도 수녀회 대구 수녀원 (대구광역시 북구)
- 툿찡 포교 베네딕도 수녀회 서울 수녀원 (서울특별시)

## 같이 보기
- 시토회
- 트라피스트회

## 참고 문헌
- (이탈리아어)《Annuario Pontificio per l'anno 2014》, Libreria Editrice Vaticana, Città del Vaticano 2014. ISBN 978-88-209-9293-4